# Loana Lecomte
Loana Lecomte (Annecy, 8 augustus 1999) is een Frans wielrenster. Ze is gespecialiseerd in het mountainbiken.
Op de Wereldkampioenschappen mountainbike in 2019 wordt ze derde bij de beloften op het onderdeel cross country. Een jaar later, op de Wereldkampioenschappen mountainbike 2020 wordt ze wereldkampioene bij de beloften, en ook bij het onderdeel aflossing.
In het najaar van 2020 wint Lecomte de eerste wereldbeker waaraan ze deelneemt. Ook in 2021 wint ze de eerste vier wedstrijden van de wereldbeker.

## Palmares

### Mountainbiken
Overwinningen
| Seizoen | Wereldbeker cross-country                              | Wereldbeker short-track | OS  | WK  | EK  | FK     | Overige                                                    | Totaal aantal zeges |
| ------- | ------------------------------------------------------ | ----------------------- | --- | --- | --- | ------ | ---------------------------------------------------------- | ------------------- |
| 2018    |                                                        |                         | NVT | NVT | NVT | 6e     | Arbent                                                     | 1                   |
| 2019    |                                                        |                         | NVT | NVT | NVT | 4e     | Cofrentes, Marseille, Levens, Ploeuc L'Hermitage, Vallnord | 5                   |
| 2020    | Nove Mesto I                                           |                         | NVT | NVT | NVT | Zilver | Buthiers                                                   | 2                   |
| 2021    | Albstadt, Nove Mesto, Leogang, Les Gets eindklassement | Leogang                 | 6e  | DNS | DNS | Goud   | Gueret, Valladolid, Nalles, Santa Susanna, Lons le Saunier | 11                  |
| 2022    | Leogang, Lenzerheide                                   | Leogang                 | NVT | 4e  | ↑   | Goud   | Marseille, Rivera, Le Bessat, Dévoluy                      | 9                   |
| 2023    | Lenzerheide, Mt.-St.-Anne                              |                         | NVT | ↑   | 5e  | Goud   | Banyoles, Marseille, Lons le Saunier, Parijs               | 7                   |
| 2024    | Crans-Montana                                          |                         |     |     |     | Goud   | Marseille, Ussel                                           | 4                   |
|         |                                                        |                         |     |     |     |        |                                                            |                     |
| Totaal  | 10 (1x eindklassement)                                 | 2                       | 0   | 0   | 1   | 4      | 22                                                         | 39                  |

Resultatentabel
| Seizoen | WB XCO | WB XCC | UCI    | OS  | WK  | EK  | FK     |  |
| ------- | ------ | ------ | ------ | --- | --- | --- | ------ |  |
| 2018    | NVT    | NVT    | 64e    | NVT | NVT | NVT | 6e     |  |
| 2019    | 75e    | NVT    | 34e    | NVT | NVT | NVT | 4e     |  |
| 2020    | NVT    | NVT    | 4e     | NVT | NVT | NVT | Zilver |  |
| 2021    | ↑      | 30e    | Zilver | 6e  | DNS | DNS | Goud   |  |
| 2022    | 4e     | 8e     | Zilver | NVT | 4e  | ↑   | Goud   |  |
| 2023    | ↑      | 9e     | Zilver | NVT | ↑   | 5e  | Goud   |  |
|         |        |        |        |     |     |     |        |  |
| Totaal  | 1      | 0      | 0      | 0   | 0   | 1   | 2      |  |

### Jeugd
Wereldkampioene, Cross-country: 2020 (beloften)
 Europees kampioene, Cross-country:  2020 (beloften)
 Frans kampioene, Cross-country: 2016 & 2017 (junioren) 2019, 2020 & 2021 (beloften)